# Свети Мартин (Света Недеља)
Свети Мартин (до 1991. године Мартински) је насељено место у саставу општине Света Недеља у Истарској жупанији, Хрватска. До територијалне реорганизације у Хрватској налазио се у саставу старе општине Лабин.

## Становништво
На попису становништва 2011. године, Свети Мартин је имао 188 становника.

## Попис1991.
На попису становништва 1991. године, насељено место Мартински је имало 201 становника, следећег националног састава:
| Попис 1991.‍  | Попис 1991.‍  | Попис 1991.‍ | Попис 1991.‍ | Попис 1991.‍ |
| ------------ | ------------ | ----------- | ----------- | ----------- |
|              |              |             |             |             |
| Хрвати       | Хрвати       |             | 45          | 22,38%      |
| Италијани    | Италијани    |             | 9           | 4,47%       |
| Црногорци    | Црногорци    |             | 1           | 0,49%       |
| неопредељени | неопредељени |             | 5           | 2,48%       |
| регион. опр. | регион. опр. |             | 141         | 70,14%      |
| укупно: 201  |              |             |             |             |